# Balázs Markgruber
Balázs Markgruber (ur. 10 marca 1988 w Budapeszcie) – węgierski wioślarz.

## Osiągnięcia
- Mistrzostwa Świata – Monachium 2007 – czwórka podwójna wagi lekkiej – 8. miejsce[1].
- Mistrzostwa Świata U-23 – Račice 2009 – czwórka podwójna wagi lekkiej – 6. miejsce[1].
- Mistrzostwa Świata U-23 – Brześć 2010 – czwórka bez sternika wagi lekkiej – 10. miejsce[1].
- Mistrzostwa Europy – Montemor-o-Velho 2010 – czwórka bez sternika wagi lekkiej – 13. miejsce[1].